# Supetar
Supetar este un oraș în cantonul Split-Dalmația, Croația, având o populație de 4.074 de locuitori (2011).

## Demografie
Componența etnică a orașului Supetar
     Croați (96,15%)
     Necunoscut (0,29%)
     Neclasificat (2,9%)
Componența confesională a orașului Supetar
     Catolici (87,92%)
     Fără religie și atei (5,92%)
     Musulmani (1,18%)
     Ortodocși (1,08%)
     Necunoscută (2,41%)
     Alte religii (1,5%)
Conform recensământului din 2011, orașul Supetar avea 4.074 de locuitori. Din punct de vedere etnic, majoritatea locuitorilor (96,15%) erau croați. Apartenența etnică nu este cunoscută în cazul a 0,29% din locuitori. Din punct de vedere confesional, majoritatea locuitorilor (87,92%) erau catolici, existând și minorități de persoane fără religie și atei (5,92%), musulmani (1,18%) și ortodocși (1,08%). Pentru 2,41% din locuitori nu este cunoscută apartenența confesională.